# Ротера (антарктическая станция)
Исследовательская станция Ротера (англ. Rothera Research Station) — база британского Антарктического обследования (БАО) на острове Аделейд у западного побережья Антарктического полуострова. Ротера также является столицей британской антарктической территории, британской заморской территории.

## История и текущая деятельность
Станция Ротера была основана в 1975 году для замены станции Аделаид (функционировала с 1961 по1977 годы), где ухудшалась лыжная дорога.
Открытие лаборатории Боннера в 1996/1997 году ознаменовало начало новых видов исследования в области биологических наук на Антарктическом полуострове. Они включали в себя скуба-дайвинг, эксперименты, проведенные в лаборатории Боннера, а также начало океанографических и биологических временных рядов Ротеры (ОиБВРР) с измерениями смежного залива Райдер в течение года. Первая лаборатория Боннера сгорела зимой 2001 года из-за неисправности электрооборудования; она был перестроена и открыта в декабре 2003 года. Метеорологические исследования с использованием спутниковых данных, получаемых на наземной станции Ротера, продолжаются круглый год.
В январе 2017 года было объявлено, что исследовательская станция Ротера получит финансирование от правительства 100 млн.£.  для строительства новых жилых помещений, складов и нового причала. Тим Стокингс, он же директор по операциям, назвал инвестиции «захватывающим моментом для полярной науки». Часть денег также будет использована для финансирования модернизации объектов и зданий на других британских антарктических станциях, таких как: исследовательская станция Сигни на острове Бёрд, Южная Георгия и в Кинг-Эдуард-Пойнт, Южная Георгия.
Полевые работы проводятся в летние месяцы с октября по март. На открытой местности исследователи передвигаются при помощи снегоходов и саней в течение четырёх месяцев, находясь в ежедневной радиосвязи HF с Ротерой. При необходимости используются вертолеты PistenBully, в основном для перевозки громоздкого научного оборудования или для экстренной транспортировки людей.

### Ракетостроение
В 1998 году на исследовательской станции Ротера было запущено 26 звуковых ракет «Viper» на высоту 100 километров.

## Здания Ротеры
Ротера выросла из небольшой базы (в первую зимовку в ней размещались только четыре человека) до большого научно-исследовательского комплекса, которым он является сегодня. Как и везде в Антарктике, здания нуждаются в постоянном ремонте и возможном обновлении, поскольку суровая среда делает свое дело. Часть зданий очень новые, однако некоторые из старых все еще продолжают функционировать, подвергаясь постоянному ремонту.

### Новый Брансфилд Хаус
В этом двухэтажном здании построенном в 2008 году располагаются коммунальная столовая, кухня, бар, библиотека, кинотелевизионные номера, компьютеры, телеграф и почтовое отделение, магазин станции.

### Старый Брансфилд Хаус
Он был перестроен из оригинала в 1985/1986 годах, с использованием части старого здания. Здание было центром базы, и по большей части занято             ненаучными офисами, компьютерными комнатами, коммуникационными помещениями, метеорологическими средствами и складами для хранения продуктов питания. Здание было названо в честь бывшего бас-корабля RRS Bransfield, который, в свою очередь, носил имя в ирландского моряка и исследователя Эдварда Брансфилда. В гараже есть коридор, на одном конце которого находится операционная башня, используемая во время полетных операций. Брансфилд также производит всю пресную воду для основания, используя обратный осмос.

### Адмиралс Хаус
Адмиралс Хаус был построен в течение двух сезонов (1999/2000 и 2000/2001). Это сборное строение из шведской древесины и вмещает 44 двухместных номера, в каждом из которых есть душ и туалет. Здание названо в честь команды собак, которая работала на Ротере.

### Лаборатория Боннер
Лаборатория Боннер была построена дважды, впервые от компании Tilbury Douglas в 1996/1997 году.
Зимой 2001 года пожар, вызванный электрическим замыканием, уничтожил здание, никто не пострадал. Затем лаборатория была перестроена в сезонах 2002/2003 года и открыта в сезоне 2003/2004. Лаборатория Боннер это современное учреждение для исследования в области наземной и морской биологии. Батискаф (с декомпрессионной камерой, утепленной ванной и компрессорами) осуществляет погружения в течение года. Есть три сухие лаборатории, одна влажная лаборатория, аквариум, библиотека, комната для микроскопических исследований и небольшая кухня. Зимой этот большой объект остается под контролем трех офицеров-водолазов и двух морских биологов, хотя число сотрудников может варьироваться в зависимости от проектов в это время. Летом же на объекте могут работать 30 научных сотрудников и более 10 водолазов. Лаборатория была названа в честь В. Найджела Боннера, руководителя отдела биологической науки в БАО между 1953 и 1986 годами, и заместителя директора БАО с 1986 по 1988 год. Первоначальная лаборатория была построена из-за перевода базы Сигни на летний режим использования. Доступность Ротеры повысиласьпосле строительства взлетно -посадочной полосы. Лаборатория Дирк Геррицз (Нидерланды) находится по соседству и поэтому нидерландские учёные работают в тесном сотрудничестве  с учёными из лаборатории Боннер, в рамках нидерландской полярной программы.

### Фукс Хаус
Также известен как магазин Слёдж, или фаза III. Здание было построено в 1978—1979 годах и первоначально в нём размещались научные офисы, холодные комнаты и туристический магазин. Теперь он используется в основном в качестве туристического магазина или магазина Слёджи. Огромное количество альпинистского или кемпингового оборудования для использования в Антарктике хранится здесь. В магазин Колд размещены четыре больших морозильника, в которых хранится вся замороженная еда базы. Магазин был назван в честь Вивиана Фукса, директора БАО с 1958 по 1973 год.

### Гиантс Хаус
Построенный в 1996—1997 гг., в качестве транзитного жилья, он содержит восемь комнат из четырех кроватей и ванной комнаты. Здание используется только летом.

### Генератор Шеид, магазин Чиппи и Бингхам
Бингхам Хаус первоначально находился на базе острова Аделаида и является самым старым зданием в этом месте. Зимой 1977 года он был выстроен напротив базы Т, и теперь используется в качестве рабочего здания. Бингхэм был назван в честь Э. В. Бингхама, лидера ОЗФО с 1945 по 1947 год и командира хирурга ОЗФО.
По соседству находится магазин Чиппи, который был первой базой Ротера, построенной в сезоне 1976/1977 года. В этом здании размещались базовая кухня и питание, пока оригинальный Брансфилд не был построен примерно через четыре года. Как предполагает его название, это плотницкая мастерская, а также находится магазин и мастерская для элетриков.
Генераторная станция состоит из четырех генераторов Volvo Penta и имеет свои собственные магазины и мастерские.

### Спан и Лодочный ангар
Спан и Лодочный ангар были построены примерно в то же время с использованием аналогичных методов (стальные конструкции на бетонной основе) и расположены на обоих концах участка. Спан был хранилищем для транспортных средств, оборудования и отходов, но был снесен для строительства нового здания Дискавери, с временным зданием переработки отходов, установленным поблизости. Он назывался Спаном, поскольку он был изготовлен компанией Miracle-Span, которая специализируется на возведении таких зданий. Лодочный ангар используется для хранения, поддержания и эксплуатации лодок для поездки на местные острова, дайвинг и океанографическую выборку. Он расположен рядом с причалом Биское (названный в честь RRS John Biscoe). Оборудован гидравлическим краном, для поднятия и спуска лодок на воду, а такжк выходом из воды  через веревочную лестницу.

### Очистительные сооружения и ангар
Очистительные сооружения были построены летом 2002/2003. Сточные воды обрабатываются с использованием бактерий, которые оставляют торфы, являющиеся является достаточно сухими и компактными для вывоза из Антарктиды. Ангар был построен одновременно с взлетно -посадочной полосой и достаточно большой для трех самолетов Twin Otters и Dash 7.

### Убежища и другие здания
На лагуне есть домик для убежища. Она была построена из материалов, оставшихся после оригинального дома Брансфилда в Ротере. Хижина имеет плиту, топливо, еду и четыре койки. Существует также запасная сухая одежда, постельное белье и пирамидальная палатка. Команды лодок, которые попадают в плохую погоду или морской лед, могут использовать убежище. Он часто используется в летние месяцы в качестве места для отдыха и релаксации персонала. На острове Леони есть яблочная хижина, которая была построена голландской антарктической миссией во время совместной работы. На лагуне была также хижина дыни для той же цели, но теперь она была перенесена на остров Анкоридж

## Культурные мероприятия
Инди-рок-группа Нунатак, состоящая из 5 участников, является частью научной команды, исследующей изменение климата и эволюционную биологию на Антарктическом полуострове. Они в основном известны своим участием в Live Earth в 2007 году, где они были единственной группой, которая сыграла на концертном мероприятии в Антарктике.

## Климат

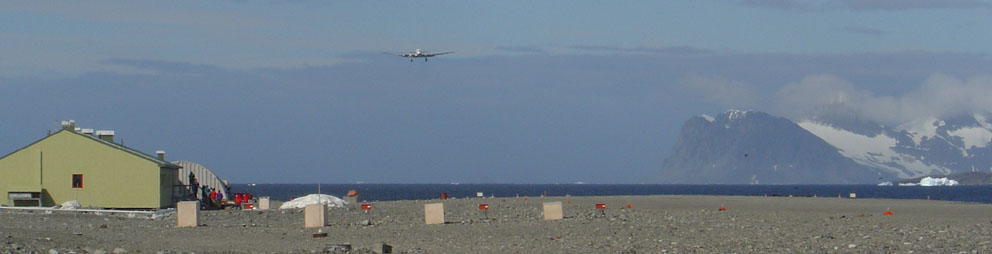
Лаборатория Боннер и Лодочный сарай. Basler DC-3 садится.

|                     | Январь | Февраль | Март   | Апрель | Май    | Июнь   | Июль    | Август  | Сентябрь | Октябрь | Ноябрь | Декабрь | Год    |
| ------------------- | ------ | ------- | ------ | ------ | ------ | ------ | ------- | ------- | -------- | ------- | ------ | ------- | ------ |
| Средняя температура | 0.8°c  | -0.1°c  | -1.9°c | -4.5°c | -7.1°c | -9.9°c | -11.6°c | -11.8°c | -9.1°c   | -6.1°c  | -2.8°c | 0.1°c   | -5.3°c |